# Synoptiske evangelier
De synoptiske evangelier er Matthæusevangeliet, Markusevangeliet og Lukasevangeliet. De tre evangelier udviser en stor grad af litterær afhængighed både i fortællingerne, rækkefølgen og ordlyden. Evangelierne kan læses synoptisk, hvor de er stillet op ved siden af hinanden. 

## Etymologi
Begrebet de synoptiske (fra græsk συν, sammen og οψις, se, dvs. sammenskuede) blev første gang brugt af J.J. Griesbach i 1774 om de tre første evangelier i Det Nye Testamente.

## Forskellige hypoteser
Det har længe været diskuteret, hvad lighederne i evangelierne skyldes. Traditionelt har kristne hævdet, at evangelierne er nedskrevet af øjenvidner. Men da ingen af evangelisterne hævder at være øjenvidner (se Lukas 1, 1-5), må lighederne skyldes, at forfatterne har samme litterære tradition og har benyttet de samme kilder til deres evangelier. 
Nu er der almindelig enighed om at Markus-evangeliet er ældst, og at forfatterne til Matthæus- og Lukas-evangelierne har kendt Markus-evangeliet. Og der er enighed om, at Lukasevangeliet er yngre end Matthæus-evangeliet. 
Den simpleste hypotese går ud på at forfatteren til Lukas-evangeliet har læst både Markus-evangeliet og Matthæus-evangeliet. Det blev foreslået af Austin Farrer i 1955 og er senere forsvaret af Michael D. Goulder. Hypotesen er ikke særligt populær blandt kristne, idet den giver Matthæus-evangeliet og Lukas-evangeliet betydeligt mindre kildeværdi end det korte Markus-evangelium. 
En af de mest udbredte hypoteser i dag er tokildehypotesen. Ifølge denne hypotese beror ligheden i evangelierne på, at Matthæus og Lukas har benyttet sig af Markusevangeliet og en nu tabt kilde, Q, til skabelsen af deres evangelier.  
Problemet med denne tese er, at den ikke tager højde for det respektive særstof, der findes hos Matthæus og Lukas som  lignelsen om den fortabte søn (Luk. 15,11-32). For at forklare det har forskere udvidet tokildehypotesen til firekildehypotesen, der har særstoffet fra yderligere to tabte kilder, hendholdsvis M (Matthæus) og L (Lukas). Særstoffet kan dog sagtens tilskrives forfatternes egen kreativitet.